# کورجو کراسینگ (آریزونا)
کورجو کراسینگ (به انگلیسی: Correjo Crossing) یک منطقهٔ مسکونی در ایالات متحده آمریکا است که در آریزونا واقع شده‌است. کورجو کراسینگ ۲٬۲۲۷ متر بالاتر از سطح دریا واقع شده‌است.